# بينما ينام العالم (رواية)
بينما ينام العالم (بالإنجليزية: While the world sleeps) هي أول عمل للكاتبة الفلسطينية الأمريكية الجنسية سوزان أبو الهوى. تُعد علامة فارقة في الأدب العربي المعاصر. حيث تُسلّط الضوء على مأساة النكبة الفلسطينية وتجربة اللجوء والشتات منذ عام ١٩٤٨ وحتى ٢٠٠٣، بشكل إنساني مؤثر، مما يجعلها قراءة ضرورية لفهم معاناة الشعب الفلسطيني. وتعززها بالوثائق التاريخية الممزوجة بالفن الروائي، وتوقفت عند الانتهاكات والمجازر التي ارتكبها الجيش الصهيوني، الذي أتخم بالأسلحة المتطورة، وتشبع بالحقد والكراهية على البشر والحجر والمدر، مثل مجزرة جنين عام ٢٠٠٢.

## المؤلفة
ولدت سوزان أبو الهوى لأسرة فلسطينية من لاجئي نكسة ١٩٦٧، عندما استولت إسرائيل على أراضي أسرتها ضمن ما ابتلعت من أراضي فلسطين، أو ما تبقى من فلسطين بما فيها القدس. انتقلت سوزان للعيش في الولايات المتحدة الأمريكية، وكانت آنذاك في سن المراهقة. وهناك حصلت على شهادة في علم الطب الحيوي، ثم بدأت حياتها المهنية في مجال العلوم الطبية. في تموز (يوليو) ٢٠٠١، أسست سوزان أبو الهوى "ملاعب لفلسطين" وهي مؤسسة للأطفال تكرس عملها لدعم حق الأطفال الفلسطينيين في اللعب. تعيش سوزان حالياً مع ابنتها في ولاية «بنسلفانيا».

## النشر والترجمة
صدرت لأول مرة باللغة الإنجليزية في الولايات المتحدة في عام ٢٠٠٦ تحت عنوان "ندبة داود" (The Scar of David). تم ترجمتها إلى الفرنسية وصدرت تحت عنوان "صباحات جنين" (Les Matins de Jénine). ثم أعيد نشرها باللغة الإنجليزية في الولايات المتحدة في عام ٢٠١٠ تحت عنوان "صباحات في جنين" (Mornings in Jenin)، عن طريق دار بلومزبري للنشر. بعد تحرير بسيط. تمت ترجمتها إلى ٣٣ لغة، بما في ذلك اللغة العربية بترجمة المترجمة سامية شنان تميمي والتي أطلقت عليها اسم "بينما ينام العالم". حظيت الترجمة العربية بإشادة واعتراف واسع النطاق باعتبارها عملاً أدبياً عربياً جديراً بالإحترام. النسخة العربية الأولى نشرت في عام ٢٠١٢ عن دار بلومزبري - مؤسسة قطر للنشر.

## القصة والشخصيات
تتتبع الرواية أربعة أجيال من عائلة أبو الهجى، التي كانت تعيش في قرية فلسطينية هادئة، يزرعون الزيتون. تروي الرواية ما تعرضوا له من معاناة منذ إعلان دولة إسرائيل عام 1948.
تسجل الرواية رحلة هذه العائلة وكيف تحولت حياتهم المسالمة إلى مأساة في الشتات، بعد ترحيلهم قسرا عن قريتهم. تبدأ الرواية من المكان أو الفضاء الضيق وتنتهي بين عامي 2002-2003 خارج المكان الفلسطيني، في ولاية "بنسلفانيا" الأمريكية حيث تقيم الذات الكاتبة. تعتبر هذه الرواية تجربة روائية رائدة في استقراء النكبة الفلسطينية.

## التقييم والاستقبال
- «رؤية قوية وإنسانية لما اضطر العديد من الفلسطينيين لاحتماله منذ إنشاء دولة إسرائيل، تأخذنا سوزان أبو الهوى عبر الأحداث الدامية المشحونة بالغضب والمليئة بالرقة، بحيث تخلق صوراً لا تُنسى للعالم؛ حيث تعيش الإنسانية واللا إنسانية، نكران الذات والأنانية، الحب والكراهية، بعضها بجانب بعض». – مايكل بالين، ممثل وإعلامي ورحالة بريطاني.